# Höfeordnung
Die Höfeordnung ist ein die Erbschaftsregelung eines Bauernhofs betreffendes Gesetz des Bundes, das geschichtlich auf die Erbschaftsregelungen der Sachsen zurückgeht, wonach der im Familienbesitz befindliche Bauernhof ungeteilt an den ältesten männlichen Erben gehen musste (Anerbenrecht). Dieses Erbschaftsrecht unterschied sich grundlegend von der in Teilen Süddeutschlands (nicht im ehemals vorderösterreichischen Oberschwaben, wo Anerbenrecht galt) praktizierten Realteilung.

## Geschichte
Die der Höfeordnung unterliegenden Gehöfte weisen historisch eine Mindestgröße auf, die es einer Familie erlauben sollte, vom Hof ihren Lebensunterhalt zu bestreiten. Für weichende Erben legt die Höfeordnung Entschädigungssätze fest.
Historisch gesehen führte die Höfeordnung dazu, dass einerseits die Landwirtschaft in Norddeutschland über Jahrhunderte hinweg produktiver ablief als in Süddeutschland, andererseits viele zweit- oder drittgeborene Söhne aus Bauernfamilien als Knechte arbeiten oder ihr Glück in der Fremde suchen mussten. Umgekehrt zwang die zum Teil extreme Parzellierung der landwirtschaftlichen Nutzfläche viele Bewohner Süddeutschlands, neben der Landwirtschaft nach Zuerwerbsmöglichkeiten zu suchen, sodass dort im 18. und 19. Jahrhundert eine große Zahl an arbeitsfähigen Menschen für die sich entwickelnde Industrialisierung vorhanden war.
Das ursprünglich zersplitterte Höferecht wurde 1933 durch das Reichserbhofgesetz vereinheitlicht. Mit dem Kontrollratsgesetz Nr. 45 aus dem Jahr 1947 wurde das Reichserbhofgesetz aufgehoben und die ursprüngliche Rechtslage wiederhergestellt. Im selben Jahr erließ die britische Militärregierung mit der Verordnung Nr. 84 die Höfeordnung als in der britischen Zone einheitliches Besatzungsrecht. Mit der Neufassung von 1976 ging die Höfeordnung vollständig in das Korpus nachkonstitutionellen Bundesrechts über.

## Heutige Regelung
Die Höfeordnung gilt heute in Hamburg, Niedersachsen, Nordrhein-Westfalen und Schleswig-Holstein. In Baden-Württemberg, Bremen, Hessen und Rheinland-Pfalz existieren landesgesetzliche Hoferbenregelungen. Keine höferechtlichen Sonderregelungen existieren im Saarland, in Berlin, Mecklenburg-Vorpommern, Sachsen, Sachsen-Anhalt und Thüringen. In Bayern existiert eine weit verbreitete Anerbensitte in Form der lebzeitigen Hofübergabe.
Am 12. Juni 2019 beschloss der Landtag von Brandenburg das Gesetz über die Höfeordnung für das Land Brandenburg (BbgHöfeOG), das sich an der Höfeordnung orientiert. Das Höferecht ist als Teil des bürgerlichen Rechts zwar Gegenstand der konkurrierenden Gesetzgebung des Bundes. Nach Art. 64 Abs. 1 EGBGB in Verbindung mit Art. 1 Abs. 2 EGBGB können aber landesgesetzliche Regelungen über das Anerbenrecht in Ansehung landwirtschaftlicher Grundstücke nebst deren Zubehör auch vom Landesgesetzgeber erlassen werden.
Juristisch unterliegt ein Hof der Höfeordnung, wenn die landwirtschaftliche Besitzung in einem der betreffenden Bundesländer liegt, über eine zur Bewirtschaftung geeignete Hofstelle verfügt, und einen in der Höfeordnung bestimmten Mindestwirtschaftswert besitzt. In bestimmten Fällen ist eine Erklärung des Eigentümers, dass sein Hof ein Hof im Sinne der Höfeordnung ist und die Eintragung des Hofvermerks im Grundbuch Voraussetzung. Ein Abweichen von der Höfeordnung ist heute problemlos möglich, es erfordert aber, dass der entsprechende Grundbucheintrag vor dem Eintritt des Erbfalls vom Eigentümer zur Löschung gebracht wird. Zwar ist auch nach dem Erbfall ein rückwirkendes Feststellungsverfahren nach § 11 der Höfeverfahrensordnung möglich, welches dann als Ergebnis haben kann, dass zum Zeitpunkt des Erbfalls die Hofeigenschaft bereits erloschen war; durch den weiten Kreis der zu beteiligenden Personen führt dieses Verfahren aber zu einer langen Verfahrensdauer und in Einzelfällen zu einer Unsicherheit, wie das Ergebnis ausfallen wird.
Nach § 12 Abs. 1 Höfeordnung ist die Abfindung für die Miterben in Geld zu begleichen und zwar bis 2024 in Höhe des Eineinhalbfachen des zuletzt festgesetzten Einheitswertes, wovon jedoch nach billigem Ermessen abgewichen werden kann; ab 2025 legt der neue Satz 2 fest, dass als Hofeswert 60 % des Grundsteuerwerts gelten. Darüber hinaus gibt es nach § 13 Nachabfindungsansprüche in Fällen, in denen der Hoferbe Einkünfte durch Veräußerungen oder aus nicht-landwirtschaftlicher Nutzung erwirtschaftet.